# Древане

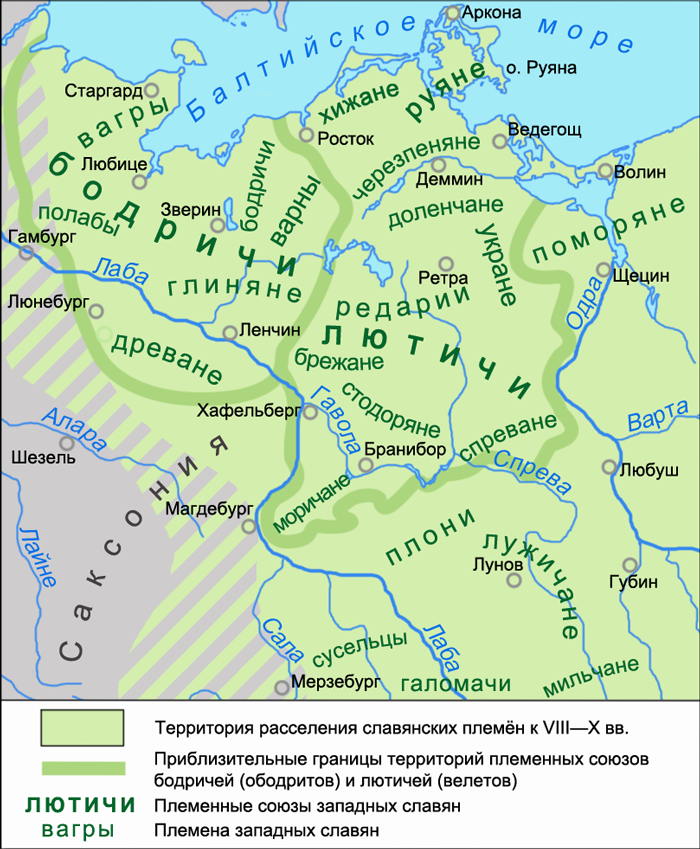
Племя древан на карте размещения полабских племён в VIII—X вв.

Древа́не (нем. Drawen), древя́не (пол. Drzewianie), древя́нские славя́не (в.-луж. Drjewjanscy Słowjenjo) — одна из ветвей полабских славян, жившая в современном районе Люхов-Данненберг. Были одним из составляющих племён союза бодричей. В IX веке их земли были завоёваны немцами. Сегодня территории к югу от Гамбурга, населяемые в те времена славянами, называются Люнебургская пустошь или Вендланд (вендами немцы раньше называли славян). Владеющие языком древан упоминались до конца XVIII века.